# Sierra de las Cruces

Croquis general de la Sierra de las Cruces.

La Sierra de las Cruces, o popularmente llamada Sierra del Monte de las Cruces, es una sierra de México, en su región centro sur, que delimita a los valles de México y Cuautitlán en la Cuenca de México, con el Valle y Cuenca de Toluca así como una parte de la Cuenca del Lerma. En esta sierra se llevó a cabo la Batalla del Monte de las Cruces, así como la construcción del Sistema Cutzamala.
Forma parte del Eje Volcánico Transversal, y representa el parteaguas de tres cuencas hidrológicas: río Lerma, Valle de México (ambas de tipo endorreicas) y río Balsas (de tipo exorreico).

## Historia
Por los estudios realizados en la sierra se considera que esta se formó junto al Eje Neovolcánico que es considerado un arco volcánico continental, formado desde la época del Mioceno reciente, siendo el estratovolcán La Catedral el de edad más antigua con unos 3.71 ± 0.40 millones de años., con una importante
actividad durante el Plioceno y Pleistoceno formada por extensos derrames de lava y domos de composición andesíticodacítica y afinidad calcialcalina, alternándose con flujos piroclásticos de bloques y cenizas, flujos de piedra pómez, oleadas piroclásticas, depósitos de caída, flujos de detritos y lodo, así como colapsos que originaron depósitos de avalanchas de escombros.
Toda su estructura descansa a su vez en la zona sur sobre calizas del Cretácico o sobre rocas volcánicas de la secuencia máfica basal de 7.1 millones de años, lo que lo hace más joven que la formación de Tepoztlán del Mioceno; la parte norte descansa sobre una serie de estructuras volcánicas del Mioceno medio que se corresponden con la formación de la Sierra de Guadalupe, de entre 14 y 16 millones de años y la Sierra de la Muerta del Plioceno tardío.

## Localización
Se localiza entre las coordenadas 18°59′–19°43′ N y 99°0′–99°40′ O, constituyendo el límite occidental de la cuenca de México, con una longitud de 110 km y un ancho máximo de 47 km en el norte y de 27 km en la parte sur.

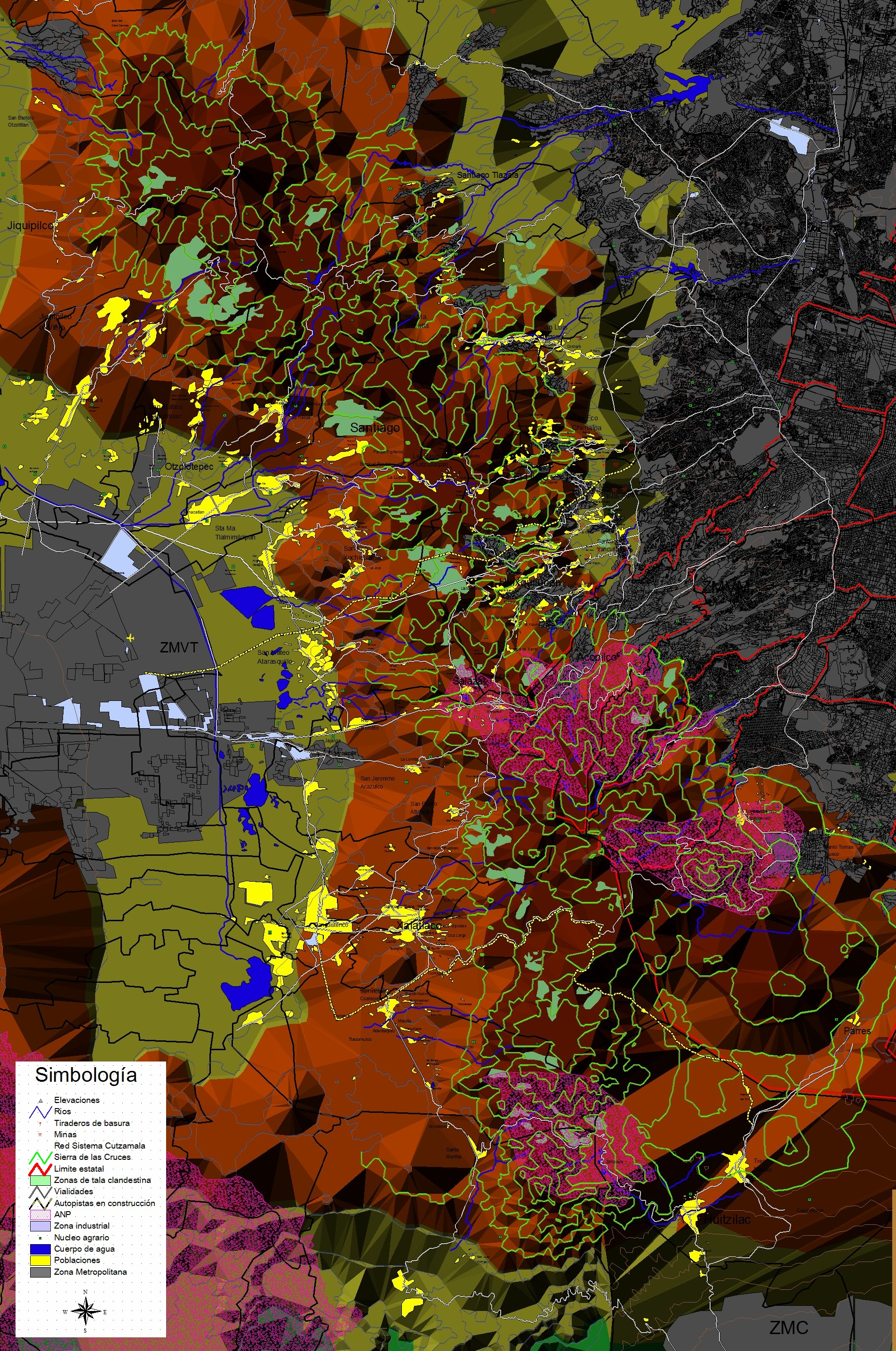
Mapa Sierra de las Cruces [http://148.206.107.15/biblioteca_digital/estadistica.php?id_host=6&tipo=CAPITULO&id=6038&archivo=447-6038yat.pdf&titulo=Modelaci%C3%B3n%20biocibern%C3%A9ticade%20las%20problem%C3%A1ticassocioambientales%20en%20la%20Sierrade%20las%20Cruces

La Sierra está rodeada por tres grandes zonas metropolitanas: Toluca al oeste, con casi 2 millones de habitantes; Valle de México al este, con más
de 20 millones de habitantes; y Cuernavaca al sureste, con cerca del millón de habitantes. En suma, representan una población estimada (en 2010) de 22.859.352 de habitantes, mismos que se distribuyen en un sistema megalopolitano de forma heterogénea, y básicamente es en el centro de este donde encontramos geográficamente enclavada a la Sierra.

## Vulcanismo
La Sierra de las Cruces se forma sobre la base de ocho estratovolcanes traslapados, los cuales se denominan de sur a norte:
- Zempoala (3,690 m snm).
- La Corona (3,770 m snm).
- San Miguel (3,870 m snm).
- Salazar (3,660m snm).
- Chimalpa (3,420 m snm).
- Iturbide (3,620 m snm).
- La Bufa (3,460 m snm).
- La Catedral (3,780 m s. n. m.).

Además de otros de menor importancia como el volcán Ajusco, la actividad volcánica de la sierra se inicia desde el Plioceno tardío hasta el Pleistoceno y se caracteriza por la emisión de derrames de lava, extrusión de domos, emplazamiento de flujos piroclásticos, flujos de detritos y lodo, así como depósitos de avalanchas de escombros.
Entre otras elevaciones importantes en la Sierra destacan: El Triángulo, Volcán Jumento, La Palma, El Muñeco, El Gavilán, La Gachupina, El Caballete, El Coyote, Las Palomas, las cuales poseen importantes coberturas forestales, mismas que proveen de vastos manantiales y escurrimientos naturales, regulan el clima, purifican el aire, en parte, a su elevación que suelen sobrepasar los 3 600 m s. n. m., al mismo tiempo que fungen como barreras naturales que han contenido, hasta cierto punto, el crecimiento de los asentamientos humanos.

## Entes políticos
La Sierra de las Cruces forma parte de los territorios del Distrito Federal, estado de México y el estado de Morelos, dividiéndose a su vez entre:
| Alcaldia CDMX.        | Alcaldia CDMX.      | Municipio Edomex     | Municipio Edomex    | Municipio Morelos |
| Azcapotzalco          | Álvaro Obregón      | Atizapan de Zaragoza | Huixquilucan        | Huitzilac         |
| Cuajimalpa de Morelos | Magdalena Contreras | Isidro Fabela        | Xalatlaco           |                   |
| Miguel Hidalgo        | Tlalpan             | Jilotzingo           | Lerma               |                   |
|                       |                     | Naucalpan de Juárez  | Ocoyoacac           |                   |
|                       |                     | Tianguistenco        | Tlalnepantla de Baz |                   |
|                       |                     | Morelos              |                     |                   |